# Agelanthus uhehensis
Agelanthus uhehensis é uma espécie de planta hemiparasita da família Loranthaceae, nativa da Tanzânia.

## Habitat / ecologia
A. uhehensis comummente parasita Bridelia nas bordas da floresta. Também parasita Ficus.